# Legende børn. Enghave Plads
Legende børn er et maleri af den danske maler Peter Hansen  fra 1907/1908.
Peter Hansen boede i en periode i nærheden af Enghave Plads på Vesterbro i København, hvor han malede motiver fra kvarteret.
Farvesyn og impressionistisk holdning havde Hansen fra Kristian Zahrtmann og tiden på Kunstnernes Frie Studieskoler, og fra Theodor Philipsen.
I Bente Scavenius' og Bo Tao Michaëlis' bog Bybilleder er Hansens maleri sat overfor Axel Kjerulfs digt Det var på Frederiksberg med begyndelseslinjen "Husker du vor skoletid".